# James Michael Tyler
James Michael Tyler (ur. 28 maja 1962 w Greenwood, zm. 24 października 2021 w Los Angeles) – amerykański aktor. Występował w roli Gunthera w serialu Przyjaciele.

## Życiorys
Urodził się jako najmłodsze z pięciorga dzieci 28 maja 1962 roku w Greenwood w stanie Missisipi. Został nazwany po swoim wuju. Rodzinnym miastem Tylera była Winona w stanie Mississippi.
Kiedy miał 10 lat zmarł jego ojciec, były kapitan USAF, a gdy miał 11 lat, zmarła jego matka. W wieku 12 lat Tyler przeniósł się do Anderson w Południowej Karolinie, aby zamieszkać ze swoją siostrą.
Ukończył studia na Uniwersytecie w Anderson w 1982 i na Uniwersytecie w Clemson z dyplomem z geologii w 1984. W czasie studiów Clemson był członkiem studenckiej grupy teatralnej Clemson Players. To doświadczenie wzbudziło jego zainteresowanie karierą aktorską. Uzyskał tytuł magistra sztuk pięknych na Uniwersytecie Georgia w 1987 roku.
W 1988 roku przeniósł się do Los Angeles i został asystentem produkcji przy filmie Grubas i mały chłopiec oraz asystentem montażysty.
Wspierał organizacje charytatywne Lili Claire Foundation i AIDS Project LA. Tyler mieszkał w Hollywood aż do śmierci.

### Przyjaciele
W latach 1994–2004 grał Gunthera w sitcomie Przyjaciele. Gunther był pracownikiem kawiarni w Central Perk, który był zakochany bez wzajemności w Rachel Green, granej przez Jennifer Aniston. Był najczęściej pojawiającym się aktorem drugoplanowym w serialu.
Na cześć 15. rocznicy Przyjaciół w 2009 roku, Tyler oficjalnie otworzył w Londynie tymczasową replikę Central Perk. Była otwarta przez dwa tygodnie od września do października, a fani mogli ubiegać się o bilety, aby otrzymać darmową kawę i zobaczyć pamiątki z nagrań i produkcji serialu. Pojawił się w niewyemitowanym sitcomie pilotażowym Nikt nie patrzy, grając siebie na planie Central Perk.
Na cześć 20-lecia Przyjaciół w 2014 roku, pojawił się w replice Central Perk w SoHo.

## Życie prywatne
W 1995 poślubił Barbarę Chadsey. Para rozstała się w 2003 roku, a w 2014 roku złożył wniosek o rozwód, powołując się na nie dające się pogodzić różnice. Później ponownie ożenił się z Jennifer Carno, z którą był związany do śmierci.

### Śmierć
W 2018 roku zdiagnozowano u niego raka prostaty, nie ujawniał publicznie swojej choroby aż do czerwca 2021 roku, wkrótce po wydaniu sitcomu Przyjaciele: Zjazd. Zmarł na tę chorobę w swoim domu w Los Angeles 24 października 2021 roku w wieku 59 lat.